# Djidingar Dono Ngardoum
Djidingar Dono Ngardoum (Name bis 1973: Michel Djidingar; * 1928 in Dono Manga, Französisch-Äquatorialafrika; † 19. Februar 2000) war ein tschadischer Politiker, der unter anderem 1982 kurzzeitig Premierminister des Tschad war.

## Leben
Michel Djidingar, Sohn des Unterpräfekten von Goulaye, wuchs als Landwirt mit geringer formeller Schulbildung auf und trat erstmals öffentlich in Erscheinung, als er im März 1957 für den Wahlkreis Logone zum Mitglied der damaligen Territorialversammlung des Tschad gewählt wurde. Er gehörte der Territorialversammlung bis Dezember 1963 an. Er vertrat zugleich den Tschad von 1959 bis 1961 als Senator in der Französischen Gemeinschaft (Communauté française) und wurde nach seiner Rückkehr 1961 als Finanzminister in das Kabinett von Staatspräsident François Tombalbaye berufen und bekleidete dieses Ministeramt bis 1965. Er war außerdem zwischen 1961 und 1971 Minister für Post und Telekommunikation sowie zwischen 1962 und 1964 auch Wirtschaftsminister. Er bekleidete somit Ministerämter während der turbulenten ersten Regierungsjahre Tombalbayes, in der zahlreiche Gefolgsleute des Präsidenten von der nationalen politischen Bühne verschwanden. Er selbst verlor allerdings im April 1966 das einflussreiche Amt des Finanzministers, allerdings blieb er weiterhin Minister für Post und Telekommunikation, welches im April 1966 um das Amt als Minister für öffentliche Arbeiten erweitert wurden. Im Zuge einer Kabinettsumbildung wurde er im April 1971 zunächst Minister für Landwirtschaft und ländliche Entwicklung sowie im Rahmen einer weiteren Regierungsumbildung im Oktober 1973 schließlich Minister für Landwirtschaft und Viehzucht. Er war des Weiteren Mitglied des Politbüros der Tschadischen Fortschrittspartei PPT (Parti Progressiste Tchadien) sowie Mitglied des Exekutivkomitees der im Juni 1973 aus der PPT hervorgegangenen Nationalen Bewegung für kulturelle und soziale Revolution MNRCS (Mouvement National pour la Révolution Culturelle et Sociale). Neben seinen Regierungsämtern übernahm er zahlreiche Funktionen in Aufsichts- und Verwaltungsräten von Unternehmen wie Air Afrique, Banque Centrale des États d'Afrique Centrale (BCEAC), der Société Hôtelière de l’Afrique Centrale und anderen. Im Zuge einer Afrikanisierung änderte er 1973 seinen Namen in Djidingar Dono Ngardoum. Nachdem Präsident Tombalbaye am 13. April 1975 durch einen Putsch der Streitkräfte des Tschad gestürzt worden war, verlor auch er seine Regierungs- sowie Parteiämter und kehrte in seinen Geburtsort Dono Manga zurück, wo er Bürgermeister wurde. 
Als einer der einflussreichsten traditionellen Stammesführer des Südens wurde Djidingar Dono Ngardoum zur Rückkehr nach N’Djamena eingeladen und übernahm in der Übergangsregierung der Nationalen Einheit GUNT (Gouvernement d’union nationale de transition) von Präsident Goukouni Oueddei am 19. Mai 1982 das Amt als Premierminister des Tschad. Er bekleidete dieses Amt bis zum 19. Juni 1982 und gehörte als Führer der von ihm 1982 gegründeten Sammlung für Einheit und Demokratie im Tschad RUDT (Rassemlement pour l’Unité et la Démocratie au Tchad) zu den ersten Unterstützern von Hissène Habré, der am 7. Juni 1982 Vorsitzender des Führenden Rates der Streitkräfte des Nordens wurde. Er strebte eine Versöhnung des südlichen mit dem nördlichen Landesteils an, während er Gegner des von 1979 bis 1982 amtierenden Vizepräsidenten Wadel Abdelkader Kamougué blieb. Nachdem Habré am 19. Juni 1982 Vorsitzender des Staatsrates	sowie am 21. Oktober 1982 Staatspräsident wurde, übernahm er in dessen Regierung zwischen 1982 und 1986 erneut den Posten als Minister für Landwirtschaft und ländliche Entwicklung sowie von 1986 bis zum Ende von Habrés Amtszeit am 1. Dezember 1990 das Amt als Minister ohne Geschäftsbereich. Seine RUDT ging in dieser Zeit in der 1984 von Habré gegründeten Nationalen Union für Unabhängigkeit und Revolution UNIR (Union nationale pour l’indépendance et la révolution) auf. Seit 1987 war er zudem Staatsminister im Präsidialamt als „Beispiel“ für andere Stammesführer des Sara-Volkes, dass Habré eine nationale Versöhnung und eine multiethnische Verwaltung anstrebe. Er war damit zu wichtig als Führer aus dem Süden, um aus der Regierung entlassen zu werden.
Er hatte zehn Frauen und war der Vater von mindestens dreißig Kindern.